# Pomnik Wdzięczności i Braterstwa Armii Radzieckiej i Wojska Polskiego w Ciechocinku
Pomnik Wdzięczności i Braterstwa Armii Radzieckiej i Wojska Polskiego w Ciechocinku – pomnik, który znajdował się na Placu Gdańskim w Ciechocinku w województwie kujawsko-pomorskim, postawiony w 1951, rozebrany w 2014.

## Historia
Pomnik powstał w 1951 i miał kształt trójgraniastej iglicy z betonu wspartej na trójkątnym cokole ozdobionym przez trzy płaskorzeźby mające obrazować sojusz robotniczo–chłopski oraz braterstwo broni zilustrowane poprzez ukazanie postaci żołnierzy polskich i radzieckich trzymających się za ręce. Uchwałę o rozbiórce pomnika podjęła ciechocińska Rada Miejska w dniu 21 kwietnia 2008, a do rozbiórki doszło 30 grudnia 2014. 